# Чесменска църква
Чесменската църква „Рождество на свети Йоан Предтеча“ (на руски: Чесменская церковь Рождества святого Иоанна Предтечи) е православна църква в град Санкт Петербург, Русия.
Сградата е построена през 1777-1780 година по проект на Юрий Фелтен и е един от образците на руската псевдоготика. Първоначално образува архитектурен ансамбъл с Чесменското военно гробище и Чесменския дворец, който по-късно е отделен от църквата с улица. Целият комплекс е посветен на руската победа над османците в битката при Чешме в Егейско море през 1770 година.